# 弗朗切斯科·马蒂诺
弗朗切斯科·马蒂诺（義大利語：Francesco Martino，1900年7月14日—1965年10月10日），意大利男子竞技体操运动员。他曾获得1924年夏季奥运会体操比赛男子团体全能金牌和男子吊环金牌。